# Никитино (Заокский район)
Никитино — деревня в сельском поселении Демидовское Заокского района Тульской области.

## География
Находится на речке Неристе. Расстояние от районного центра Заокский и железнодорожной станции Тарусская — 20 км, Алексина — 18 км, Тулы — 42 км, Москвы — 135 км.

## История
Ранее находилось в Алексинском уезде Тульской губернии.
В состав прихода кроме села входили деревни: Пирогово, Верёвкино, Климовка, Каледники, Клеймёново, Марьино и Маслово. Всего жителей в приходе в 1895 году было 515 человек мужского пола и 564 женского.

## Богородицкая церковь
Время возникновения прихода неизвестно. До постройки каменного храма в селе существовала деревянная церковь небольшого размера, упомянутая в 1712 году. Каменный храм в честь Рождества Пресвятой Богородицы, с тёплыми пределами: с правой стороны — в честь Скорбящей Божией Матери, с левой — в честь Николая Чудотворца, построен в 1837 году помещиком села Пирогово А. И. Даниловым. В 1875 году храм был обновлён помещиком К. И. Даниловым на его личные средства. В храме имелась Месточтимая икона Скорбящей Божией Матери. Штат храма состоял из священника и псаломщика. Имелось церковной земли: усадебной — 3 десятины, полевой — 26 десятин, под кустарником — 7 десятин.
Храм: кирпичный в формах позднего классицизма. Четверик с боковыми портиками, увенчанный куполом на низком барабане, небольшая трапезная с пределами Скорбященский и Никольский, и пристроенной колокольней.
Закрыт в 1930-х годах и находился в аварийном состоянии. В 2014 году начаты восстановительные работы. В настоящее время храм действует и относится к Белёвской епархии.

### Престольные праздники
- Рождества Пресвятой Богородицы — 21 сентября.
- Николай Чудотворец, архиепископ Мирликинский, святитель — 22 мая и 19 декабря.
- Иконы Всех скорбящих радость — 6 ноября.